# Amauropelma
Amauropelma là một chi nhện trong họ Ctenidae.